# Katarzyna Połeć
Katarzyna Połeć (ur. 13 lutego 1989 w Ustce) – polska siatkarka, grająca na pozycji środkowej, reprezentantka kraju. Od stycznia 2020 roku do końca sezonu 2022/2023 była zawodniczką Chemika Police.
W wieku dziewięciu lat zaczęła trenować lekką atletykę. Pomimo odnoszonych sukcesów, musiała zrezygnować z tej dyscypliny ze względu na problemy zdrowotne. Wówczas została dostrzeżona przez Marka Majewskiego, trenera siatkarek Czarnych Słupsk. W 2008 roku awansowała z Czarnymi Słupsk do II ligi.
W czerwcu 2014 roku zadebiutowała w kadrze Polski seniorek w spotkaniu przeciwko Grecji podczas meczu Ligi Europejskiej.

## Przebieg kariery
| Lata                      | Klub                    |
| ------------------------- | ----------------------- |
|                           | Czarni Słupsk           |
| 2011–2013                 | Eliteski AZS UEK Kraków |
| 2013–2014                 | KS Pałac Bydgoszcz      |
| 2014–2017                 | Legionovia Legionowo    |
| 2017–2020 (do 01.2020)    | Wisła Warszawa          |
| 2020–2023 (od 30.01.2020) | Chemik Police           |
| 2023–                     | UNI Opole               |

## Sukcesy klubowe
I liga:
- 2018, 2019

Puchar Polski:
- 2020, 2021, 2023

Tauron Liga:
- 2020, 2021, 2022[8]